# Floriana Lima
Floriana Elizabeth Lima (Cincinnati, 26 marzo 1981) è un'attrice statunitense.

## Biografia
Nata a Cincinnati, in Ohio, ha origini italiane, inglesi, spagnole e portoghesi. Si è diplomata nel 1999 e ha proseguito gli studi all'Ohio State University. Dopo la laurea, ha lavorato come assistente di produzione all'NBC4 a Columbus, in Ohio. Si è poi trasferita a Los Angeles per tentare la carriera di attrice.

### Carriera
Lima è stata una presenza regolare nelle serie televisive Poor Paul (2008-2009) e The Mob Doctor (2012-2013). Ha avuto un ruolo ricorrente nella serie di spionaggio Allegiance (2015), della NBC. Nel 2016 è entrata nel cast della seconda stagione di Supergirl nel ruolo di Maggie Sawyer. 
Lima è apparsa anche nelle serie How I Met Your Mother (2008), Ghost Whisperer - Presenze (2009), Melrose Place (2009), Dr. House - Medical Division (2010), In Plain Sight - Protezione testimoni (2010), Franklin & Bash (2011) e CSI - Scena del crimine (2014). Ha avuto il ruolo della defunta moglie del detective Martin Riggs nella serie Letal Wheapon (2016-2018). Nel 2018 è entrata a far parte del cast regolare della seconda stagione di The Punisher, su Netflix.

### Vita privata
Dal 2016 al 2021 ha avuto una relazione con l'attore Casey Affleck.

## Filmografia

### Televisione
- Terminator: The Sarah Connor Chronicles – serie TV, episodio 1x03 (2008)
- How I Met Your Mother – serie TV, episodio 3x18 (2008)
- Privileged – serie TV, episodio 1x01 (2008)
- My Own Worst Enemy – serie TV, episodio 1x09 (2008)
- Poor Paul – serie TV, 19 episodi (2008-2009)
- Ghost Whisperer - Presenze (Ghost Whisperer) – serie TV, episodio 4x13 (2009)
- The Alyson Stoner Project (2009)
- Melrose Place – serie TV, episodio 1x02 (2009)
- Kings by Night, regia di Richie Keen – film TV (2010)
- Dr. House - Medical Division (House M.D.) – serie TV, episodio 6x15 (2010)
- In Plain Sight - Protezione testimoni (In Plain Sight) – serie TV, episodio 3x09 (2010)
- Glory Daze – serie TV, episodi 1x03-1x05 (2010)
- Le nove vite di Chloe King (The Nine Lives of Chloe King) – serie TV, episodio 1x05 (2011)
- Franklin & Bash – serie TV, episodio 1x10 (2011)
- The Mob Doctor – serie TV, 13 episodi (2012-2013)
- Hawaii Five-0 – serie TV, episodio 4x07 (2013)
- Psych – serie TV, episodio 8x10 (2014)
- CSI - Scena del crimine (CSI: Crime Scene Investigations) – serie TV, episodio 15x06 (2014)
- Un amore a ciel sereno (Cloudy with a Chance of Love), regia di Bradford May – film TV (2015)
- Allegiance – serie TV, 8 episodi (2015)
- The Family – serie TV, 12 episodi (2016)
- Supergirl – serie TV, 25 episodi (2016-2017)
- Lethal Weapon – serie TV, 9 episodi (2016)
- The Punisher – serie TV, 12 episodi (2019)
- Un milione di piccole cose (A Million Little Things) – serie TV, 27 episodi (2020-2021)
- Quantum Leap – serie TV, episodio 2x06 (2023)

## Doppiatrici italiane
Nelle versioni in italiano delle opere in cui ha recitato, Floriana Lima è stata doppiata da:
- Connie Bismuto in The Mob Doctor
- Benedetta Degli Innocenti in CSI: Scena del crimine
- Federica De Bortoli in Allegiance
- Maria Letizia Scifoni in The Family
- Gaia Bolognesi in Supergirl
- Barbara De Bortoli in Lethal Weapon
- Irene Di Valmo in The Punisher
- Perla Liberatori in Un milione di piccole cose
- Valentina Mari in Grey's Anatomy
- Ughetta D'Onorascenzo in Tracker